# Blommedals manufakturverk
Blommedals manufakturverk, även kallad Säters hammare, är ett före detta bruk i Motala kommun (Västra Ny socken) i Östergötland.

## Historia
Blommedals manufakturverk var belägget i Västra Ny socken. kornetten Carl Gabriel Rothkirch car gift med Ulrika de Besche och hade närstående kontakt med många bruksägare. Han fick 7 december 1758 tillstånd att anlägga ett manufakturverk på Blommedal. Bruket bestod av en knipphammare och två spikhamrar. Man köpte till en början stångjärn från Askersund och senare från Bona bruk.
Efter Rothkirch död 1788 ärvdes bruket av mågarna generallöjtnanten Per Gustaf Pfeiff och borgmästaren Johan Trolle i Skänninge. De sålde 1807 bruket till assessorn Johan Adolph Berndes. Under Berndes tid kom hammaren att ligga nere fram till 1827, då Berndes svärsonen brukspatronen Johan Peter Söderpalm tog över. Sista tillverkningen ägde rum 1876 och tillverkningen flyttades till Motala.

### Smeder
Lista över smeder vid bruket:
- Johan Esping (1723–1767), knippsmedsmästare.[1]
- Anders Nordgren (född 1790).[1]